# 새벽 출정호의 항해

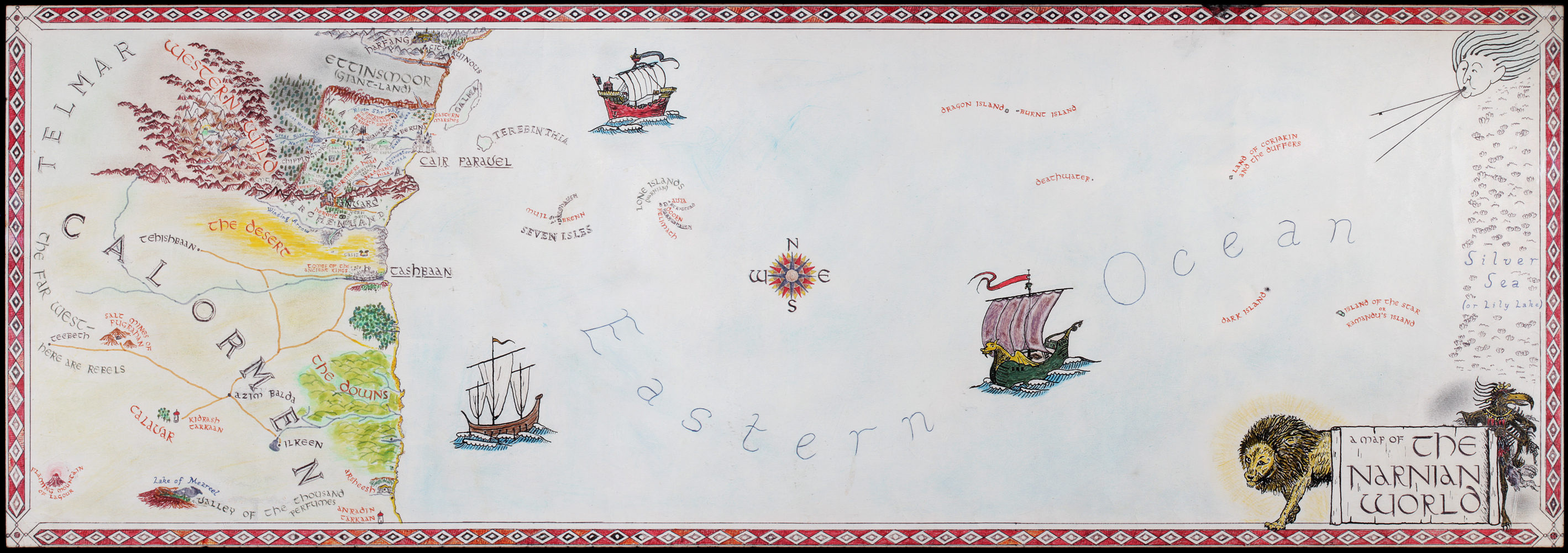

《새벽 출정호의 항해》(영어: The Voyage of the Dawn Treader)는 영국 작가인 C.S.루이스의 《나니아 연대기》 시리즈중 하나이다. 1950년 겨울에 완성되었고 1952년에 출판되었다. 에드먼드와 루시가 그림을 통해 나니아로 가고, 그들의 까다로운 사촌인 유스터스 스크러브도 같이 가게 된다. 그곳에서 그들은 미라즈가 왕권을 빼앗을 때 바다로 보낸 7명의 귀족을 찾아 항해하는 캐스피언왕과 합류하게 된다. 세상의 끝까지 항해하는 도중 그들은 수많은 경이로운 일과 위험에 맞닥뜨리게 된다.(유스터스는 용으로 변하기도 했다.) 말하는 생쥐 리피치프는 세계의 동쪽 끝을 넘어 아슬란의 나라로 간다.